# 市政總署
市政總署（前稱市政事務署），是香港市政局的執行部門，同時於1960年至1985年3月31日間也以市政事務署新界市政署向新界提供服務，直至區域市政總署成立為止。市政總署署長同時擔當市政局行政總裁。市政總署服務的範圍十分廣泛，由文藝、康樂、體育，以至環境衛生、社會福利等。1999年12月31日市政總署與區域市政總署一同解散，其職責現在由多個不同的部門承繼，如康樂及文化事務署接管了文化、康樂及體育等，食物環境衞生署則負責公眾衛生、潔淨服務等事宜。

## 歷史
成立時名為潔淨署（Sanitary Department），向潔淨局（市政局前身）負責。1936年由潔淨署改名為市政事務署。
1973年前市政事務署負責政府廉租屋邨的管理及興建。香港房屋委員會成立後，市政事務署轄下屋宇建設處與徙置事務處合併成為房屋署。
市政總署於1985年4月1日成立，接管原市政事務署、康樂文化署和康樂體育事務處於港島及九龍區的工作，隸屬文康市政科，而市政事務署新界市政署則由區域市政總署接手。
1999年12月2日董建華廢除兩個民選香港市政局、區域市政局，當時香港市政局和區域市政局有自主財政實權及土地使用權，時任香港行政長官董建華以推行「市政服務改革」為理由，宣布解散市政局，並與負責新界地區市政服務的同類機構區域市政局同步解散，兩局原負責的食物環境衛生及康樂文化決策分別由新成立的環境食物局及原有的民政事務局接管；兩個執行服務部門經統合後由康樂及文化事務署和食物環境衞生署取代，由特區政府委任的民政事務專員任各區民政事務處的主管，及香港特區政府的代表；直接監督地方行政計劃在區內的運作；負責落實及統籌地區計劃的實施。
由於市政局議員大部分是民選產生，而新成立的局署並未有任何民間代表參與及監察，董建華將兩個市政局強行解散的決定，被泛民主派視為香港民主的大倒退，當中三位民建聯立法會議員臨陣忽然轉軚構成殺局之局面。
解散兩個市政局的原因很多，包括市政局權力過大，是一個擁有獨立財政、土地使用權和政府部門市政總署執行其決策的獨立王國。長期以來，其他政府部門、主要官員都對兩個市局產生不滿；當時民主黨在市政局擁有較多議席，威脅香港政府的管治。大部份民主黨的第二梯隊(少壯派)都是兩個市政局的成員。特區政府為了打擊民主黨，故取締兩個市政局。不少民主黨派第二梯隊青黃不接，如民主黨十多名市政局議員被認為是黨內第二梯隊。於廢除市政局後因議席問題，民主黨曾出現黨內分裂危機，民建聯的第二梯隊成員也發展受阻。解散兩個市政局扼殺政黨發展，妨礙了政黨的培育土壤，而政府並無把市政局權力轉予區議會。
2015年11月，香港大學校董、民建聯立法會議員、曾任市政局議員的鍾樹根在區議會選舉敗選后接受傳媒訪問時，承認「殺局」是當年董建華打擊民主黨的手段，並透露當年建制派最后支持的原因：「當時形勢上我們一定要支持殺局，因為連民主黨也一併殺了，他們在局內人多，我們想他們死，所以要殺局，連自己都賠上了，自己前途都堵塞了。」

## 組織
市政總署下層分為以下部門（1998年9月1日）：
市政總署署長（首長級甲級政務官（D6））
- 法律諮詢組 【首席法律主任】（副首席政府律師（DL2））

環境衛生科 【副署長（環境衛生）】（首長級乙級政務官（D3））
- 第一分科 【助理署長（首長級丙級政務官（D2））
- 第二分科 【助理署長】（助理市政署長（D2））
- 港島區環境衛生總辦事處【助理署長】（助理市政署長（D2））
- 九龍區環境衛生總辦事處【助理署長】（助理市政署長（D2））

康樂事務科 【副署長（康樂事務）】（首長級乙級政務官（D3））
- 康樂管理分科【助理署長】（助理市政署長（D2））
- 康樂政策分科【助理署長】（助理市政署長（D2））

文娛科 【副署長（文化）】（高級助理市政署長（D3））
>>>>政務主任（文化）
- 體育館及娛樂事務分科【助理署長】（助理市政署長（D2））
- 博物館及圖書館分科【助理署長】（助理市政署長（D2））
- 文化事務分科【助理署長】（助理市政署長（D2））

行政科 【副署長（行政）】（首長級乙級政務官（D3））
>>>>總行政主任（總部）
- 財務分科【助理署長】庫務署助理署長（D2）
- 行政分科【市政總署秘書】（高級首席行政主任（D2））
- 策劃及拓展分科 【助理署長】（首長級丙級政務官（D2））
- 資訊科技中心【助理署長】
- 新聞組（總新聞主任）
- 市政總署訓練學院【訓練學院院長】（總訓練主任）
- 內部稽查組 【內部稽查師】（庫務會計師）

部門職系管理組 支援環境衛生科、康樂事務科及文娛科人員管制）
- 【職系經理（衛生督察）】（高級環境衛生總監）
- 【職系經理（小販管理及督導職系）】（總行政主任）
- 【職系經理（康樂事務主任）】（首席康樂事務主任）
- 總康體主任（康樂事務）
- 總行政主任（文化）

## 歷任首長
- 市政總署港九市政署署長[9]
  - 孫明揚（1983年11月[10]—1985年1月）
- 市政總署署長
  - 徐淦（1985年—1986年6月22日）
  - 包富士（1986年6月23日—1989年）
  - 蘇燿祖（1989年—1991年）
  - 鮑文（1991年—1993年）
  - 林志釗（1993年—1997年）
  - 鍾麗幗（1997年2月－1999年7月）
  - 劉吳惠蘭（1999年7月26日－1999年12月31日）

## 出版物
雖然大部分和香港市政或文化有關的資料都由市政局出版，但市政總署也出版了不少小冊子，例如講述香港園藝的小冊子《植物的繁殖和護理》。